# White Mountains (Alaska)

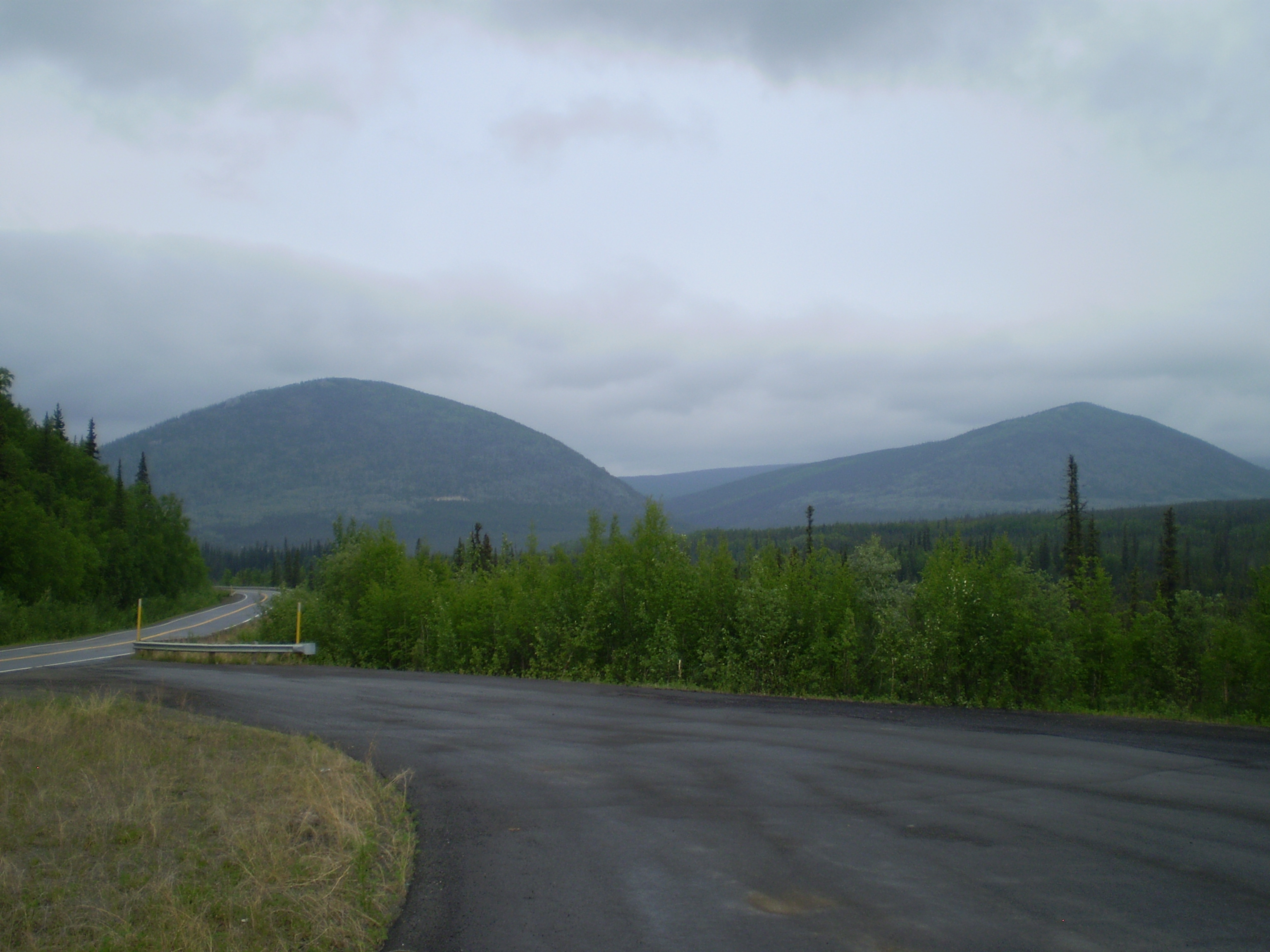
Le White Mountains con la Elliott Highway

White Mountains è una catena montuosa nella Area censuaria di Yukon-Koyukuk dello stato dell'Alaska. Essa si trova fra il Beaver Creek ed il Preacher Creek e ricevette la sua denominazione per la sua composizione di calcare bianco. La catena raggiunge una punta massima di altezza di 968 m s.l.m. Una parte di essa si trova nella White Mountains National Recreation Area, una zona selvaggia di 4000 km2 a nord della città di Fairbanks. Le White Mountains e le Ray Mountains insieme costituiscono le alture di Yukon-Tanana, una zona di basse montagne nell'Alaska interna.

## Fonte
- U.S. Geological Survey Geographic Names Information System: White Mountains, su geonames.usgs.gov.